# Big Shot (노래)
〈Big Shot〉은 빌리 조엘의 1978년 음반 《52nd Street》에서 두 번째 히트곡이었다. 이 곡은 1979년 초, 같은 음반의 다른 히트곡인 〈My Life〉가 3위를 차지하면서 발매되었다. 1979년 그의 두 번째 톱 20 히트곡 14위에 올랐갈 것이다.

## 싱글 및 음반 편집
싱글 버전에서 이루어진 유일한 변화는 요약된 아웃로이다.